# Dendropsophus praestans
Dendropsophus praestans és una espècie de granota que viu a Colòmbia.